# 华金·佩雷斯
华金·佩雷斯（西班牙語：Joaquín Pérez，1936年10月25日—2011年5月20日），墨西哥男子马术运动员。他曾代表墨西哥参加1968年、1972年和1980年夏季奥林匹克运动会马术比赛，其中1980年奥运会获得一枚铜牌。